# Crèvecœur-le-Grand

Crèvecœur-le-Grand este o comună în departamentul Oise, Franța. În 1 ianuarie 2022 avea o populație de 3.458 de locuitori.